# How's This?
"How's This?" (Hangul: 어때?; RR: eottae?) é uma canção gravada pela rapper e cantora sul-coreana Hyuna do seu quinto EP, A'wesome (2016). Foi escrita por Hyuna, Big Sancho e Seo Jaewoo, sendo produzida pelo último. A música foi lançada como faixa-título em 1º de agosto de 2016. A cantora apresentou a música em vários programas musicais sul-coreanos, incluindo M Countdown e Inkigayo, onde ela também ganhou um prêmio em cada um.
A música entrou em 5º no Gaon Digital Chart e em 4º no chart americano World Digital Chart.

## Composição
"How's This?" foi escrita por Hyuna, Big Sancho e Seo Jae-woo e produzida por Jae-woo. Jeff Benjamin, da Fuse, descreveu a música como "uma música de sucesso típica de clubes" que "se move através de diferentes gêneros e entrega vocais ao longo de uma batida forte".

## Desempenho nos charts
A música estreou em 5º lugar no Gaon Digital Chart, na edição de 31 de julho a 6 de agosto de 2016, com 102.587 downloads vendidos e 2.201.140 streams. A música também estreou 16º lugar no chart no mês de agosto de 2016, com 190.625 downloads vendidos e 7.372.262 streams acumulados.

## MV
O videoclipe de "How's This?" também foi lançado em 1 de agosto. Foi dirigido por Hong Won-ki da Zanybros, e acontece em uma festa dentro de um clube que contou com cem dançarinos. "Como é isso?" entrou no topo de vários charts musicais em tempo real após seu lançamento, e o videoclipe alcançou mais de 2 milhões de visualizações em 24 horas.

## Awards and nominations
| Ano  | Prêmiação               | Categoria                     | Trabalho nomeado | Resultado |
| ---- | ----------------------- | ----------------------------- | ---------------- | --------- |
| 2016 | Mnet Asian Music Awards | Best Dance Performance - Solo | "How's This?"    | Indicado  |
| 2016 | Mnet Asian Music Awards | UnionPay Song of the Year     | "How's This?"    | Indicado  |
| 2016 | Mnet Asian Music Awards | UnionPay Artist of the Year   | Hyuna            | Indicado  |

### Prêmios em programas musicais
M Countdown
| Ano  | Data         | Canção        |
| ---- | ------------ | ------------- |
| 2016 | 11 de agosto | "How's This?" |

Inkigayo
| Ano  | Data         | Canção        |
| ---- | ------------ | ------------- |
| 2016 | 14 de agosto | "How's This?" |

## Charts
| Chart (2016)                 | Posição |
| ---------------------------- | ------- |
| Coreia do Sul (Gaon)         | 5       |
| China (Chinese Music Charts) | 1       |
| EUA (World Digital Chart)    | 4       |